# La Semaine du goût
« La Semaine du Goût » (initialement « La Journée du Goût ») est une marque déposée et un évènement autour du goût et de la gastronomie, créé en 1990 par les industriels du secteur du sucre.
Il s'agit d'un événement très médiatique, dont l'objectif affiché est d'« éduquer les consommateurs, et surtout les enfants, aux goûts ». Des guides et des dépliants y sont notamment distribués dans les écoles afin d'encourager la consommation de sucre, pourtant décrié par les nutritionnistes,.
Initialement créée en 1990 par les industriels français du secteur du sucre en partenariat avec Jean-Luc Petitrenaud, journaliste culinaire, elle a été rachetée en 2008 par une société événementielle, Le Public Système (devenu le groupe Hopscotch).  
L'événement est placé sous le Haut Patronage du ministère de l'Agriculture et de l'Alimentation depuis 2003.
Entre 2017 et 2022, la Fondation pour l'Innovation et la Transmission du Goût, créée sous l'égide de la Fondation Agir Contre l'Exclusion, assure l'organisation des actions pédagogiques de la Semaine du Goût.
Les cantines scolaires ou d’entreprises n’entrent pas dans le champ d’actions de la Semaine du Goût.

## Historique
La Journée du goût est initiée à Paris en octobre 1990 par la Collective du Sucre, une organisation interprofessionnelle du secteur du sucre, en partenariat avec Jean-Luc Petitrenaud, chroniqueur gastronomique, animateur de radio et de télévision français,,,,. À l'origine, l'objectif est de contrer la mode du « light », qui privilégie une diminution du sucre ou l'utilisation de ses alternatives.
Elle devient La Semaine du Goût en 1994 et s'étend dans toute la France. 
Aujourd'hui, celle-ci s'est exportée au Japon et des festivités ont lieu dans de nombreux pays dans le monde, de façon officielle ou à la suite  d'initiatives privées (et notamment par l'Institut de France). Contrairement à la fête de la musique par exemple, il ne s'agit pas d'un évènement coordonné au niveau mondial : si les festivités françaises se déroulent toujours en octobre, en 2011 celles de Belgique ont ainsi été planifiées en novembre et celles de Suisse en septembre.
La première organisation a eu lieu à Fréjus dans le Var (France) en 1989[Passage problématique] lors d'un salon du gourmet, avec la participation de l'académie de cuisine, des artisans-pâtissiers, boulangers, et d'autres professionnels des métiers de bouche, dans un but commercial et éducatif, en collaboration avec des écoles, dont l'école Turcan.

## Liens avec l'industrie agroalimentaire
L'événement, initié par l'industrie sucrière, est l'occasion pour plusieurs secteurs de l'industrie agroalimentaire dont celui du sucre, du lait ou de la viande, d'améliorer l'image de leurs produits, grâce notamment à une présence dans les écoles rendue possible grâce un partenariat conclut entre la CEDUS et le ministère de l'Éducation nationale,.
En 2004, la Collective du Sucre dépensait chaque année 1 000 000 d'euros dont 400 000 pour la communication à l'occasion de l'événement, assurée par une quinzaine d'attachées de presse.
En 2013, un label « Approuvé par les enfants », associé à La Semaine du Goût, est lancé et apposé sur des produits agro-alimentaires de marques telles que Sodebo, Picard ou Andros,.
En avril 2016, les partenaires de l'événement étaient notamment Lidl, Nespresso, Président, les restaurants Campanile ou encore la Fédération nationale des chasseurs,,. Le CNIEL (Centre National Interprofessionnel de l'Économie Laitière), Interfel (Interprofession des fruits et légumes frais), Auchan et Nestlé Waters ont également été partenaires.